# پرکاسا

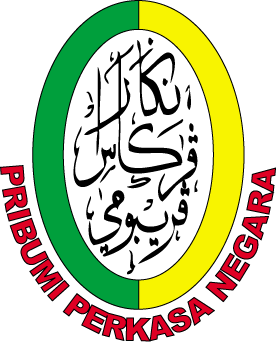
نمایی از نشان‌وارهٔ رسمی پرکاسا - ژانویه ۲۰۰۸

پرکاسا نام سازمان غیر دولتی در مالزی است که از حقوق مالایی‌های مالزی دفاع می‌کند. این سازمان دارای حدود ۳۰۰ هزار عضو است و تلاش دارد تا نقش مالایی‌های مسلمان در اقتصاد مالزی همچنان پررنگ باشد. مالایی‌های مسلمان ۶۰٪ از جمعیت مالزی را در کنار ۲۷٪ چینی و ۱۲٪ هندی تشکیل می‌دهند و قدرت سیاسی و اقتصادی را در این کشور در دست دارند. مؤسس و نخستین رهبر سازمان پرکاسا ابراهیم علی است و ماهاتیر محمد از این سازمان حمایت می‌کند.